# ويل براندنبيرغ
ويل براندنبيرغ (بالإنجليزية: Will Brandenburg)‏ هو متزحلق جبال الألب أمريكي، ولد في 1987 في والا والا في الولايات المتحدة.

## وصلات خارجية
- ويل براندنبيرغ على موقع الاتحاد الدولي للتزلج (التزلج على المنحدرات الثلجية) (الإنجليزية)
- ويل براندنبيرغ على موقع أوليمبيديا (الإنجليزية)